# FMA Ae. MB.2 Bombi
FMA Ae. MB.2 Бомбі (ісп. FMA Ae. MB.2 Bombi) — одномоторний легкий бомбардувальник збройних сил Аргентини в часи Другої світової війни. Виготовлений авіаційною компанією  Fabrica Militar de Aviones. В бойових діях участі не брав.

## Історія
Ae. MB.1 розроблявся на замовлення армії Аргентини в середині 30-тих років для заміни Breguet 19. Це був моноплан змішаної конструкції (дерев'яні крила, фюзеляж з металевою рамою і полотняною обшивкою) оснащений шасі, що не складалось, з характерними обтічниками. Прототип Ae. MB.1 вперше піднявся в повітря 9 липня 1935 року. Тестові польоти виявили багато недоліків, зокрема погану курсову стійкість. 
Тому в наступному прототипі зі своєю назвою Ae. MB.2 відмовились від нижньої вогневої точки і залишили тільки верхню з одним 7.7 мм кулеметом. Також було встановлено один 11.35 мм курсовий кулемет. Хоча льотні характеристики все ще були поганими, цей варіант був прийнятий на озброєння. Всього за 1936 рік було випущено 14 серійних машин.
Як бомбардувальники Ae. MB.2 майже ніколи не використовувались, але в якості розвідників в складі 1-ї розвідувальної групи вони прослужили до 1945 року. 

## Тактико-технічні характеристики

### Технічні характеристики
- Екіпаж: 3 особи
- Довжина: 10,9 м
- Висота: 2,8 м
- Розмах крила: 17,2 м
- Площа крила: 35 м ²
- Маса порожнього: 2 120 кг
- Маса спорядженого: 3 500 кг
- Двигун: 1 х Wright SGR-1820-F3
- Потужність: 715 к. с.

### Льотні характеристики
- Максимальна швидкість: 285 км/г
- Практична дальність: 600 км
- Практична стеля: 6 700 м
- Швидкість підйому: 4.75 м/с

### Озброєння
- Кулеметне:
  - 1 × 7,7-мм кулемет у верхній турелі
  - 1 × 11,35-мм курсовий кулемет
- Бомбове навантаження:
  - 400 кг бомб